# 라킴
라킴(Rakim, 본명: William Michael Griffin Jr., 1968년 1월 28일 ~ )은 미국의 랩퍼이다. 뉴욕에서 태어났으며, 1985년에 에릭 B. & 라킴의 멤버로 데뷔했다.

## 생애
1986년 디제이, 프로듀서로 일하던, 에릭비와 함께 일하기 시작했다.둘은 에릭 B. & 라킴으로 데뷔했다. 힙합리스너들에게는 노래 'Paid In Full'로 알려졌다.

### 솔로데뷔
에릭 비와 해체한 뒤, 그는 디제이 프리미어, Pete Rock 등의 프로듀서와 'The 18th Letter'를 제작한다.1999년 에릭 비 & 라킴 베스트앨범을 발매해 골드를 받는다. 2000년 닥터 드레가 운영하는 힙합레이블 애프터매스 레코드로 영입된다.'Oh My God'이라는 타이틀로 앨범을 발매하려고 했으나,계획이 중단된다.라킴은 몇가지 프로젝트를 세우고, Jay-z의 곡 'The Watcher'의 닥터 드레와 함께 참여한다.또한 에미넴의 'Know The Deal'에도 참여한다.2002년 에미넴이 주연으로 출연하는 '8Mile'의 사운드 트랙'R.A.K.I.M'의 참여한다.그 후 맙딥, 버스타 라임즈의 뮤직비디오에 카메오로 나온다.

### 재기
2009년 6월에는 한국의 유명힙합가수인 드렁큰타이거의 앨범인 《Feel gHood Muzik : The 8th Wonder》의 수록곡인 "Monster(English Version)"에 참여하며, 주목을 받았지만, 같은해 11월 세 번째 솔로 앨범인 《The Seventh Seal》를 발표했으나, 1만 2천장이라는 저조한 기록으로 성공하지 못했다.

## 앨범
| With Eric B.                     | Year |
| -------------------------------- | ---- |
| Paid in Full                     | 1987 |
| Follow the Leader                | 1988 |
| Let the Rhythm Hit 'Em           | 1990 |
| Don't Sweat the Technique        | 1992 |
| Solo Albums                      | Year |
| The 18th Letter/The Book of Life | 1997 |
| The Master                       | 1999 |
| The Seventh Seal                 | 2009 |
| Compilations                     | Year |
| The Archive: Live, Lost & Found  | 2008 |

## 앨범 참여
| Year | Appearance                                                                                           |
| ---- | --- |
| 1989 | "Friends" - 앨범: (single) - 다른 아티스트(s): 조디 워틀리                                           |
| 1990 | "Contribution" - 앨범: Contribution - 다른 아티스트(s): 미카 패리스                                  |
| 1992 | "Til the End of Time" - 앨범: Bobby - 다른 아티스트(s): 보비 브라운                                  |
| 1993 | "Murderer (Jeep Version)" - 앨범: Barrington - 다른 아티스트(s): 배링턴 레비                         |
| 1993 | "Heat it Up" - 앨범: Gunmen Soundtrack - 다른 아티스트(s): N/A                                       |
| 1995 | "I'll Get Mine (Remix)" - 앨범: (single) - 다른 아티스트(s): Soultry                                 |
| 1995 | "Shades of Black" - 앨범: Pump Ya Fist: Music Inspired By the Black Panthers - 다른 아티스트(s): N/A |
| 1996 | "Game of Death" - 앨범: Game of Death - 다른 아티스트(s): 샤킬 오닐                                  |
| 1996 | "You're Not Around" - 앨범: (single) - 다른 아티스트(s): Deja Gruv                                   |
| 1997 | "Hoodlum" - 앨범: Hoodlum Soundtrack - 다른 아티스트(s): 맙딥 & 빅 노이드                            |
| 1998 | "Buffalo Gals" - 앨범: (single) - 다른 아티스트(s): 말콤 맥라렌                                      |
| 1998 | "Off the Hook (D-Dot Remix)" - 앨범: Flower - 다른 아티스트(s): 조디 워틀리                          |
| 1999 | "Concrete Jungle" - 앨범: Chant Down Babylon - 다른 아티스트(s): 밥 말리                             |
| 1999 | "Militia II (Remix)" - 앨범: Full Clip: A Decade of Gang Starr - 다른 아티스트(s): 갱 스타 & WC      |
| 1999 | "Metaforce" - 앨범: The Seduction of Claude Debussy - 다른 아티스트(s): 아트 오브 노이즈             |
| 2000 | "I'll Buss 'Em U Punish 'Em" - 앨범: 2000 B.C. (Before Can-I-Bus) - 다른 아티스트(s): 카니버스       |
| 2000 | "Once Upon a Rhyme in Japan" - 앨범: Shadow of the Ape Sounds - 다른 아티스트(s): 니고               |
| 2001 | "I Am" - 앨범: Child of the Ghetto - 다른 아티스트(s): G-Dep & 쿨 지 랩                              |
| 2002 | "R.A.K.I.M." - 앨범: 8 Mile Soundtrack - 다른 아티스트(s): N/A                                       |
| 2002 | "Addictive" - 앨범: Truthfully Speaking - 다른 아티스트(s): 트루츠 허츠                              |
| 2002 | "The Watcher 2" - 앨범: The Blueprint²: The Gift & The Curse - 다른 아티스트(s): 제이-지 & 닥터 드레 |
| 2003 | "Streets of New York" - 앨범: The Diary of Alicia Keys - 다른 아티스트(s): 앨리샤 키스 & 나스        |
| 2005 | "Getting Up Anthem" - 앨범: (single) - 다른 아티스트(s): 탈립 콸리                                   |
| 2006 | "Classic" - 앨범: (single) - 다른 아티스트(s): Nas, 케이알에스 원 & 카니예 웨스트                    |
| 2006 | "You Know the Deal" - 앨범: The Rotten Apple - 다른 아티스트(s): 로이드 뱅크스                       |
| 2008 | "Cold Feeling" - 앨범: Louder - 다른 아티스트(s): 아야톨라                                           |
| 2009 | "Guerilla" - 앨범: Assassin - 다른 아티스트(s): 아자드                                               |

## 음악적 존경
- 이스트 사이드 랩퍼들을 디스하던 2pac이었지만,그는 라킴만은 '올드 스쿨'의 대가라고 칭했다.
- 우 탱 클랜의 멤버 랙원은 2006년에 발매한 그의 믹스테잎에서 Rakim Tribute라고 말했다.
- 50 Cent는 더 게임과 같이 부른 'Hate It Or Love It'에서 그의 Hook 부분 가사 'Daddy ain't around, probably out committing felonies/my favorite rapper used to sing Ch-Check out my melody'는 에릭 비 & 라킴의 히트곡 'My Melody'의 한 부분을 따온 것이다.
- 더 독 파운드의 전 멤버였던 커럽은 스눕 독의 데뷔앨범 'Doggystyle'에서 "Who's jokin'? Rakim never joked, so why should I loc? now that's my idol...." 라고 하며 거론하였다.
- 에미넴또한 자신의 곡 'I'm Back'에서 '라킴의 곡 'My Melody'에서 영감을 얻었다며 거론하였고, "The Way I Am"에서는 Rakim의 "Master"라는 노래의 Hook 부분인 "I'm the R, the A, to the KIM. If I wasn't then why would I say I am?"를 차용했다.
- 우 탱 클랜의 멤버인 고스트 페이스킬라또한 라킴을 'The Older God'이라고 칭했다.
- Jay-z는 'Blue Magic'에서 Eighty-seven state of mind that I'm in/I'm in my prime so for that time I'm Rakim."라고 읊었다.
- 우 탱 클랜의 멤버 RZA는 "who could master the rhythm to which rakim got"이라고 그의 마지막 트랙에서 말했다.
- 나스는 ' Street's Disciple앨범에서 라킴의 생애,음악을 "U.B.R. (Unauthorized Biography of Rakim)"라는 곡에서 표현했다.
- 더 게임은 'Da Shit'이라는 트랙에서 I'm the West Coast Rakim, got niggaz blocked in."이라고 말했다.
- 영화배우 겸 랩퍼인 윌 스미스는 라킴을 진짜 힙합아티스트라고 칭했다.

## 기타
- 2009년 한국 랩퍼 드렁큰타이거의 8집 앨범 'Feel gHood Muzik : the 8th wonder'에 마지막 트랙 'Monster'에 참여했다.